# Седьмая холерная пандемия
Седьмая холерная пандемия (также VII пандемия холеры, англ. seventh cholera pandemic) — очередное распространение холеры на значительные территории, которое началось в 1961 году, достигло максимума к 1970 году, однако, в отличие от предыдущих пандемий, её вызвал V. cholerae биовар El Tor., хотя в последние годы[когда?] вновь регистрируют повышение заболеваемости, обусловленной и классическим холерным вибрионом, и другими серогруппами. Название было связано с карантинным пунктом Эт-Тур на Синае. Первоначально в 1961 началась в Индонезии, в 1963 холера была в Восточном Пакистане. В 1992 году у больных (Бангладеш) обнаружен новый вариант холерного вибриона серогруппы О139, который порождает тяжелое заболевание, но пока встречается только в Азии. Недавно[когда?] в некоторых частях Азии и Африки были обнаружены новые штаммы. Результаты наблюдений позволяют предположить, что эти штаммы вызывают тяжелую холеру с более высокой летальностью, чем классический холерный вибрион и О139. Позже были обнаружены в Африке и США вибрионы серогруппы 075 и 0141, которые предопределяют именно такую холеру, как и классический вибрион. Впоследствии были обнаружены ещё и гибриды классического и Эль-Тор вибрионов. Эта пандемия продолжается до сих пор. Ей подверглись более 180 стран. О том, насколько прочно укоренилась холера на этих зараженных территориях, свидетельствует тот факт, что ни из одной из этих стран болезнь не исчезла полностью.
Официально считается, что с 1926 года холера не восстанавливалась в СССР. Однако вместе с появлением седьмой пандемии в мире, распространение вибриона Эль-Тор произошло и в СССР. В 1965 году крупная вспышка холеры была в Каракалпакской АССР. Последующие вспышки холеры были советской властью зарегистрированы в 1970 г. в Одесской области, в Крыму, Астраханской области РСФСР, в Аджарской АССР в составе Грузинской ССР.
В 1971 году возбудитель холеры Эль-Тор был обнаружен в водохранилище под Новосибирском. В регионе возникла угроза распространения заболевания. Главный санитарный врач СССР П. Н. Бургасов срочно собрал глав промышленных предприятий и обратился к ним с настоятельной просьбой безотлагательно сбросить в канализацию все имеющиеся у них кислотные материалы, несмотря на то, что это нарушало законы, которые запрещали такой сброс, что могло повредить оборудование канализационных систем. Потенциальная эпидемия была предотвращена.
Со времен провозглашения независимости на Украине, в бассейне Чёрного, Азовского морей, Днепра, Днестра, Южного Буга стабильно обнаруживаются холерные вибрионы, что свидетельствует о наличии стойкого природного очага. В 1991—1996 гг. холеру регистрировали в 14 областях Украины и г. Севастополе, доходя до эпидемического уровня в 1994 (845 больных, летальность 2,6 %) и 1995 (548 случаев, летальность 1,8 %) годах. Наиболее пораженными были южные и центральные регионы страны. В 2011 году в Мариуполе (Донецкая область) из-за случаев холеры был введен запрет на купание на пляжах, а также на ловлю рыбы и продажу её на рынках.

## Холера в XXI веке
С начала XXI века и до сих пор 53 страны мира регулярно ежегодно сообщают в ВОЗ о случаях холеры на своих территориях. В течение 2013 года всего 129 064 случая было зафиксировано в 47 странах, включая 2 102 смерти. Согласно заявлениям исследователей ежегодно происходит от 1,4 до 3 млн случаев заболевания холерой и от 28 до 142 тысяч случаев смерти от неё. Число случаев заболевания за период 2004—2008 годов выросло на 24 % по сравнению с периодом 2000—2004 гг.
Резонансная вспышка холеры произошла в Зимбабве с августа 2008 года по май 2009 года. Заболевания наблюдали в 55 из 62 районов страны и было зафиксировано 98 424 случая холеры, включая 4276 со смертельным исходом (летальность 4,3 %). Однако, учитывая политическую ситуацию авторитарного режима и рекордную для мира инфляцию в этой стране, скорее всего цифры были явно занижены.
С начала октября по 20 ноября 2010 года Министерство общественного здравоохранения и народонаселения Гаити сообщило о 60 240 случаях заболевания холерой, включая 1415 случаев смерти, летальность составила 2,3 %. Местные жители обвинили в начале и распространении эпидемии непальский отряд миротворцев ООН. По их мнению, именно непальцы были больны и заразили водные источники. Во время вспышки болезни, начавшаяся в Демократической Республике Конго ещё в марте 2011 года, до июля этого же года было зарегистрировано 3896 случаев заболевания, в том числе 265 смертельных, при общей летальности 7 %.
В Республике Конго за период с 14 июня по 20 июля 2011 года зафиксирован 181 случай заболевания с летальностью в 3 %.
В Сьерра-Леоне в 2012 году произошла вспышка холеры, которая охватила 12 из 13 районов страны, привела к заболеванию 20 736 человек, из них 280 смертей (летальность 3,2 %). 184 случая заболевания холерой (только одна смерть) были зарегистрированы в Мексике в 2013 г..
На 25 мая 2014 года было зарегистрировано 586 случаев холеры в Южном Судане. Зафиксировано 22 смерти.
11 сентября 2015 года Министерство здравоохранения и социального обеспечения Республики Танзания сообщило ВОЗ об очаге вспышки холеры в стране начиная с июля 2015 года. Зафиксировано всего в разных районах страны 971 случай болезни, в частности 13 смертей. Возбудителем, который вызвал эту вспышку, является классический холерный вибрион 01 серогруппы, серовары Огава. По состоянию на 19 октября 2015 года количество заболевших в этой стране возросло до 4385 человек, в том числе умерло 68. На континентальную часть страны (регион Дар-Эс-Салам) приходится 72 % случая, на автономию Занзибар — 28 % По состоянию на 20 апреля 2016 года количество заболевших достигло 24 108 человек, в том числе умерло 385 человек. Были продолжены неотложные меры по пресечению эпидемии.
В Ираке по состоянию на 8 октября 2015 года в различных провинциях страны зафиксировано 1 263 подтверждённых случая холеры, которую вызвал вибрион 01-й серогруппы вариант Инаба. По состоянию на 22 ноября 2015 года количество заболевших возросло до 2810, но при этом умерших было только двое. Правительство Ирака, при поддержке ВОЗ и ЮНИСЕФ, завершило первый этап кампании пероральной вакцинации против холеры. Кампания, которая закончилась на второй неделе ноября, позволила вакцинировать 229 000 беженцев и внутренне перемещённых лиц (93 % целевой группы населения) в 62 лагерях в 13 провинциях. Предусмотрено провести 2-й этап вакцинации.
С начала 2015 года по состоянию на 29 ноября в Демократической Республике Конго зарегистрировано 19 705 больных холерой, продолжается очередная после 2011 года вспышка этой болезни.
ВОЗ в течение 2015 года провела массовую вакцинацию оральной холерной вакциной 1 млн человек в семи странах, в которых распространение холеры является крупнейшим. В Бангладеш, Камеруне, Ираке, Малави, Непале, Южном Судане и Танзании с помощью этой вакцинации планируют защитить уязвимое население на 5 лет. В этих странах ежегодно преимущественно среди детей болезнь уносила жизни от 42 до 142 тысяч человек.
Власти Гаити 7 октября 2016 года уведомили мировое сообщество о том, что в результате урагана «Мэтью» и вызванных им тяжёлых разрушительных последствий в стране возникла и бушует эпидемия холеры. Каждую неделю возникает 771 случай, зарегистрировано уже 28 559 заболевших. Проводят неотложные противоэпидемические мероприятия. В страну доставлено 1 млн доз противохолерной оральной вакцины, применение которой должно помочь остановить эпидемию. Вместе с тем, ВОЗ сообщила уменьшенное количество зарегистрированных больных холерой в стране по состоянию на 25 октября — 3423. 8 ноября 2016 года началась вакцинальная кампания внутри страны, которая призвана была охватить всего 820 тысяч её жителей возрастом от одного года. Кампания вакцинации охватила 729 тысяч жителей острова по состоянию на конец ноября 2016 года. Вакцинировано почти 90 % жителей регионов с высоким риском передачи. На данный момент количество заболевших холерой достигло 5800.
Согласно сообщениям ВОЗ в Йемене в 2017 году происходит тяжёлая эпидемия холеры, которая возникла из-за серьёзного гуманитарного кризиса, приведшего к тому, что абсолютное большинство населения не имеет доступа к чистой питьевой воде, а та, что есть в наличии, заражена холерным вибрионом, потому что раньше большое количество необезвреженных отходов было смыто интенсивными дождями в водоёмы, откуда жители страны берут воду. По состоянию на 27 апреля 2017 года от холеры умерло 51 человек, а заболело 2752 человека. По оценкам ВОЗ 7,6 миллиона жителей Йемена живут в районах с высоким риском передачи холеры. ВОЗ быстро распределяет медикаменты и предметы медицинского назначения, в том числе холерные комплекты, смеси для пероральной регидратации и внутривенные солевые растворы, а также медицинскую мебель и оборудование для центров лечения. К уже существующим таким центрам созданы дополнительно ещё 10 в пострадавших районах. ВОЗ также оказывает поддержку органам здравоохранения для установления кабинетов оральной регидратации с целью амбулаторного лечения лёгкой и умеренной дегидратации вследствие холерной диареи. Больных с тяжёлым клиническим течением будут направлять в центры лечения диареи. Осуществляются интенсивные мероприятия, направленные на хлорирование заражённой воды. По состоянию на 24 июня 2017 года количество подозрительных на холеру случаев в стране достигло 200 тысяч, а умерших от неё — 1300, среди которых много детей, и их количество продолжает расти. Эта эпидемия является худшей в мире на сегодня. ЮНИСЕФ и ВОЗ предпринимают все меры для расширения средств профилактики и лечения. Но без решения политического и гуманитарного кризиса в стране решить проблему невозможно. За 2 года конфликта произошло уничтожение систем здравоохранения, воды и санитарии, из-за чего 14,5 миллиона жителей не имеют регулярного доступа к чистой воде и санитарным средствам, что увеличивает способность заболевания распространяться и в дальнейшем. Рост темпов недоедания ослабил здоровье детей и сделало их более уязвимыми для болезней. По состоянию на 19 июля 2017 года в стране зафиксировано 362 545 заболевших с подозрением на холеру. Умерло 1817 из них. Болезнь распространилась на 21 гувернорат Йемена. Индекс смертности снизился до 0,5 %. В стране удалось развернуть 47 центров по лечению из 50 запланированных. По состоянию на 26 июля 2017 года в стране зарегистрировано 408 583 случаев болезни, в частности 1885 смертей. Болезнь была выявлена в 21 из 23-х провинций страны и в 296 из 333 районов страны. По состоянию на 14 августа 2017 года количество заболевших в стране достигло полумиллиона человек, умерших более 2000. Заболеваемость растет со скоростью до 5000 случаев в день. Распространение холеры в некоторых районах значительно замедлилось, однако заболевание всё ещё распространяется в недавно пострадавших районах, где наблюдается большое количество случаев заболевания. Разрушенная система здравоохранения Йемена пытается справиться, при этом больше половины всех учреждений здравоохранения закрыты из-за повреждения, уничтожения или отсутствия средств. Дефицит лекарств и медицинских препаратов является стабильным и распространённым, и около 30 тысяч работников здравоохранения не получали зарплат в течение почти года. Почти 15 миллионов жителей страны не могут получить базовую медицинскую помощь. ВОЗ и её партнёры создают клиники для лечения холеры, реабилитируют учреждения здравоохранения, поставляют медицинские средства и поддерживают национальные усилия по реагированию на эпидемию. По состоянию на 19 ноября с начала эпидемии 27 апреля 2017 года зарегистрировано 945 362 заболевших, умерло 2211 (0,23 %). Заболеваемость составляет 343,26 на 10 000. 27,8 % заболевших составляют дети до 5 лет. Поражено 96 % гувеноратов и 92 % районов страны. По состоянию на 11 февраля 2018 года от начала эпидемии 27 апреля 2017 года зафиксировано 1 059 970 случаев, 2258 из которых закончились смертью (0,21 %). Заболеваемость в среднем в стране составляет 382,7 на 10 000. Дети до 5 лет составляют 28,8 % от всех случаев. Отмечается положительная динамика эпидемии — в 123 к тому поражённых районов из 305 не выявлено ни одного случая за последние три недели. В 2018 году удалось снизить уровень заболеваемости холерой — если в 2017 году за одну неделю фиксировали свыше 50 тысяч новых случаев заболевания, то в 2018 их количество сократилось до 2,5 тысяч. Среди других противоэпидемических мероприятий была применена развёрнутая при помощи Министерства международного развития Великобритании система, которая позволила гуманитарным работникам предсказывать за несколько недель вспышки болезни, всего лишь следя за прогнозами погоды. Метеорологический офис (Национальная служба погоды Великобритании) составляет прогноз дождей для Йемена. Используя свои суперкомпьютеры, он определяет количество осадков, которые выпадут, указывают на участки земли радиусом 10 км, где пройдёт дождь, поскольку дожди заливают канализационную систему и распространяют возбудителей. Прогнозы используются в сочетании с компьютерной моделью. Это способно выявить возможные очаги за четыре недели от их формирования и вовремя применить все противоэпидемические мероприятия
12 июля 2017 года ВОЗ сообщила о вспышке холеры в штате Квара в Нигерии, где с 23 апреля 2017 года по состоянию на 30 июня зарегистрировано 1558 случаев заболевания, в том числе 11 смертей. Медицинские организации и власти страны вместе с международными медицинскими институтами проводят необходимые противоэпидемические мероприятия. 21 июля 2017 года ВОЗ сообщила, в Кении идет вторая волна эпидемии холеры, которая длится с 2 апреля 2017 года и охватила восемь регионов страны. Первая волна состоялась в течение октября 2016 года до начала апреля 2017, когда эпидемия была стабилизирована. Но с начала апреля произошёл новый подъём заболеваемости, по состоянию на 17 июля 2017 года зафиксировано 1216 случаев, включая 14 смертей. У больных выявлен холерный вибрион варианта Огава. Проводятся все необходимые противоэпидемические мероприятия.
ВОЗ сообщила, что в Сомали продолжается с января 2017 года эпидемия холеры, на 28-й неделе её в 15 регионах страны зарегистрировано 58 524 случая, в частности 812 смертей. Продолжаются необходимые противоэпидемические мероприятия.
ВОЗ сообщила, что с 28 сентября по 7 декабря 2017 года в Замбии зафиксировано 547 случаев холеры, 15 больных умерло (летальность 1,8 %). Продолжаются противоэпидемические мероприятия.
ВОЗ сообщила, что с 1 января до 29 ноября 2017 года в семи районах Кении зафиксирован 3967 случаев болезни, 76 из которых закончились смертью (летальность 1,9 %). Несмотря на противоэпидемические мероприятия передача продолжается преимущественно в лагерях для беженцев
ВОЗ сообщила, что с 14 августа 2017 года до 11 февраля 2018 года в Мозамбике в двух провинциях страны зафиксирована вспышка холеры, заболело 1790 человек, умер один человек (летальность 0,06 %).
ВОЗ сообщила, что в Демократической Республике Конго выявлены с 25 ноября 2017 года по состоянию на 23 февраля 2018 1065 случаев холеры, включая 43 смерти (летальность 4 %). Проводятся необходимые противоэпидемические мероприятия, включая оральную вакцинацию
ВОЗ сообщила, что в Нигере обнаружено от 15 июля 2018 года по 1 октября 3692 случая болезни, в том числе 68 из них закончились смертью (летальность 1,8 %). Проводятся противоэпидемические мероприятия
ВОЗ сообщила, что с 6 сентября 2018 года продолжается вспышка холеры в столице Зимбабве Хараре, зафиксировано 8535 случаев, в том числе 50 из них закончились смертью (летальность 0,6 %). Проводятся интенсивные противоэпидемические мероприятия, включая массовую пероральную вакцинацию
В августе 2023 года в ВОЗ заявили об очень высоком риске распространения холеры в мире. За 8 месяцев вспышки заболевания были выявлены в 25 странах против показателя в 16 стран за тот же период годом ранее.
В апреле 2025 года в ВОЗ сообщили о не менее 810 тысячах случаев заболевания холерой и 5,9 тысяч смертей по всему миру в 2024 году. Этот показатель на 50% выше данных 2023 года. При этом в организации напоминают, что речь идёт об официально зафиксированных случаях болезни, тогда как реальные показатели выше. Также впервые за 10 лет случаи холеры были зафиксированы в Намибии, также болезнь вновь появилась в  Кении, Малави, Замбии и Зимбабве.